# Corts de Barcelona (1365)
Les Corts convocades el juliol de 1365, es varen celebrar a Barcelona.
Davant la forta penetració de les tropes de Pere I el Cruel a la zona de Morvedre, el finançament rebut a les corts anteriors de Barcelona i Tortosa resultà insuficient i el rei Pere el Cerimoniós convocà corts a Barcelona el juliol de 1365, tot i haver-se compromès a no demanar més ajuts en dos anys.
Encara s'havia de retornar el préstec fet pel banquer barceloní Berenguer Bertran el 1364 per atendre el donatiu aprovat llavors. Es decidí encarregar el cobrament urgent d'un nou fogatge per eixugar aquest deute.
S'acordà l'estratègia de finançar l'entrada d'Enric II, comte de Trastàmara a Castella amb la intenció de generar una guerra civil que obligaria a Pere I el Cruel a concentrar-se en els temes interns i deixés l'ofensiva contra Aragó. A tal fi, es dedicaren 40.000 florins.
A més, el rei rebé un donatiu de 100.000 lliures.
A la sessió del 23 de setembre de 1365, es nomenen nous consellers dels diputats i també uns procuradors del nou donatiu, en concret, Romeu Sescomes, bisbe de Lleida; Pauquet de Bellcastell, cavaller i Pere Desplà, ciutadà de Barcelona.